# Oscar Asche
John Stange(r) Heiss Oscar Asche, mais conhecido como como Oscar Asche (26 de janeiro de 1871 – 23 de março de 1936), foi um ator, escritor e diretor de teatro australiano. Lembrado principalmente por ter escrito, dirigido e atuado no musical Chu Chin Chow, tanto no teatro como no cinema, e por  ter atuado, dirigido o produzido muitas obras de Shakespeare, assim como musicais de sucesso.